# Линбао (Хэнань)
Линба́о (кит. упр. 灵宝, пиньинь Língbǎo) — городской уезд городского округа Саньмэнься провинции Хэнань (КНР).

## История
При империи Цинь был образован уезд Таолинь (桃林县). При империи Западная Хань в 114 году до н. э. был создан уезд Хуннун (弘农县), названный по горному ручью Хуннунцзянь. В следующем году был образован округ Хуннун (弘农郡), состоящий из 11 уездов. При империи Восточная Хань уезд и округ были переименованы в Хэннун (恒农县, 恒农郡). При империи Западная Цзинь им было возвращено название Хуннун.
При империи Суй в 583 году был расформирован округ Хуннун и создан уезд Вэньсян (阌乡县), а в 596 году был вновь создан уезд Таолинь. В 617 году был воссоздан уезд Хучэн (湖城县), а округ Хуннун был переименован в Фэнлинь (凤林郡), в состав округа Фэнлинь вошли уезды Хуннун, Вэньсян и Хучэн.
При империи Тан в 618 году округ Фэнлинь был переименован в область Динчжоу (鼎州). В 634 году область Динчжоу была расформирована, а вместо неё был образован округ Гоцзюнь (虢郡). В 742 году округ Гоцзюнь был преобразован в область Гочжоу (虢州), в которую вошло 6 уездов, при этом уезд Хуннун был переименован в уезд Линбао (灵宝县).
После монгольского завоевания в 1265 году уезд Хучэн был присоединён к уезду Вэньсян, а в 1266 году уезд Линбао был присоединён к уезду Шаньсянь (陕县). В 1271 году уезд Линбао был воссоздан, и был подчинён области Шаньчжоу (陕州).
В 1949 году был образован Специальный район Шаньчжоу (陕州专区), и уезды Вэньсян и Линбао вошли в его состав. В 1952 году Специальный район Шаньчжоу был присоединён к Специальному району Лоян (洛阳专区). В 1954 году уезд Вэньсян был присоединён к уезду Линбао. В 1969 году Специальный район Лоян был переименован в Округ Лоян (洛阳地区).
В 1986 году был расформирован округ Лоян, а вместо него образованы городские округа Лоян, Саньмэнься и Пиндиншань; уезд Линбао вошёл в состав городского округа Саньмэнься. В 1993 году Линбао был преобразован в городской уезд.

## Административное деление
Городской уезд делится на 10 посёлков и 5 волостей.